# Mięguszowiecka Turniczka

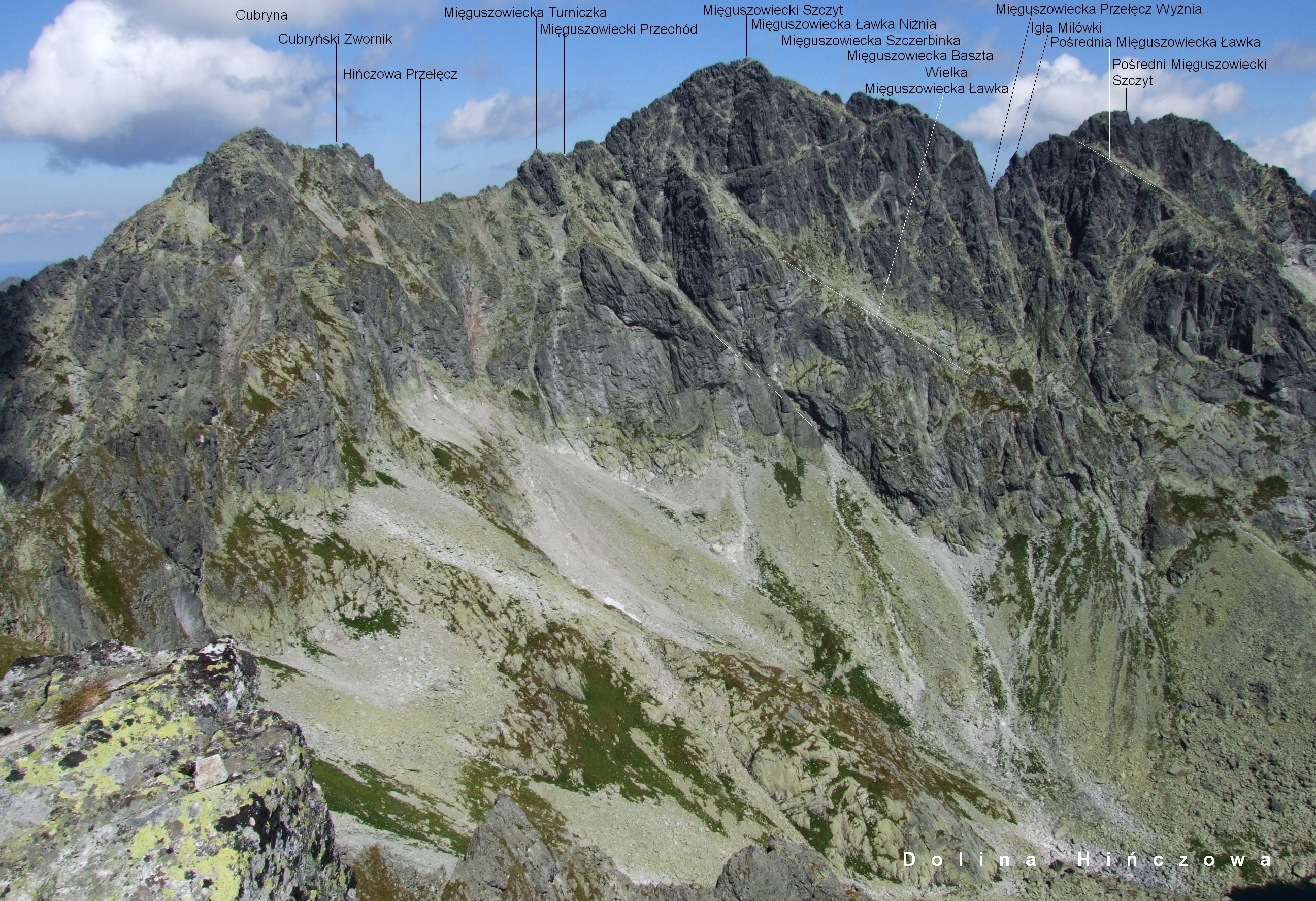
Widok z Koprowej Przełęczy

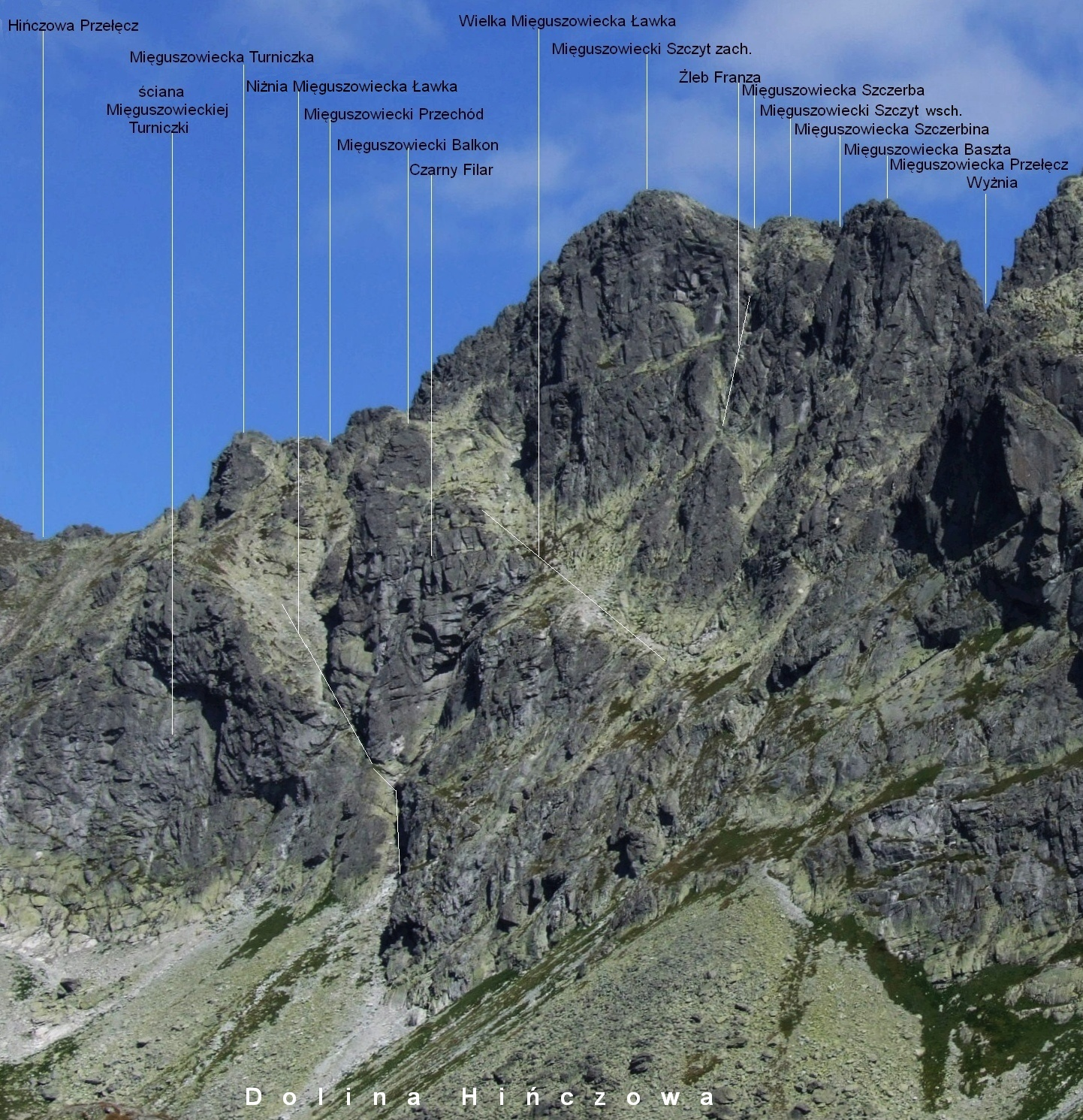
Widok z Doliny Hińczowej

Mięguszowiecka Turniczka (słow. Mengusovská vežička, ok. 2360 m) – turnia w masywie Mięguszowieckiego Szczytu (2439 m) w Tatrach Wysokich. Znajduje się w grani głównej Tatr na granicy polsko-słowackiej pomiędzy zachodnim wierzchołkiem Mięguszowskiego Szczytu a Hińczową Przełęczą (2323 m). Oddziela je Mięguszowiecki Przechód. Mięguszowiecka Turniczka jest najwybitniejszym skalnym zębem na tym odcinku grani. Od północnej strony jest to tylko mało wybitny ząb skalny, natomiast na południowy zachód do Doliny Hińczowej opada z niej żebro zakończone wybitną ścianą o wysokości 150 m i szerokości około 300 m u podstawy. Zbudowana jest z litych płyt z półokrągłym okapem w najwyższej części (tzw. Brwi). Od siodełka za najwyższym punktem ściany ciągnie się w górę łatwa do przejścia grzęda. Po raz pierwszy na ścianie tej rozpoczął wspinaczkę dopiero w 1975 r. Jan Wolf. W ciągu trzech dni pokrył ją gęstą siatką dróg wspinaczkowych, kolejne 4 drogi dołożył potem Andrej Belica.
Do siodełka za ścianą Mięguszowieckiej Turniczki dochodzi górny koniec Niżniej Mięguszowieckiej Ławki.

## Drogi wspinaczkowe
Punktem startowym (z wyjątkiem drogi nr 7) są piargi u podnóży południowej ściany Mięguszowieckiego Szczytu.
1. Niżnią Mięguszowiecką Ławką; I, na krótkim odcinku IV w skali tatrzańskiej, czas przejścia 45 min
2. Prawą częścią południowej ściany Mięguszowieckiej Turniczki; V, 2 godz. 30 min
3. Na prawo od Brwi; V, miejsce V+, 2 godz. 30 min
4. Między Brwiami; V, a1, 3 godz. 30 min
5. Przez lewą Brew; V, 3 godz.
6. Na lewo od Brwi; V, 1 godz., 30 min
7. Górną częścią południowego żebra Mięguszowieckiej Turniczki; II
8. Z południowej depresji Hińczowej Przełęczy; II, 1 godz. 30 min[2].